# فستالية حزينة
فستالية حزينة (الاسم العلمي:Vestalis lugens) هي نوع من الحشرات يتبع جنس الفستالية من الفصيلة الرعاشية.